# Super Lucky's Tale
Super Lucky's Tale er et platformspil til Xbox One, Windows 10 til PC og Nintendo Switch. Det er en efterfølger til Lucky's Tale og blev udgivet den 7. november 2017.
Ræven Lucky skal hjælpe sin søster med at redde Aldrenes bog fra Jinx som er en skurk, der vil prøve at forvandle verden.
Undervejs i spillet må Lucky kæmpe mod Kitty Litter, som er Jinxs unger og slyngler, Lucky møder også venner på sin vej bl.a. yetier, Kooky Spookies, en by af landbrugsorme og andre venner fra aldrenes bog.
Derudover er der nogle forskellige baner med minispil som bl.a. omhandler forlystelsesparker og forhindringsbaner, som Lucky skal gennemføre for at nå hen til Jinx og besejre ham og få bogen tilbage.